# Zisterzienserabtei My-Ca
Die Zisterzienserabtei My-Ca (lat.: Abbatia B.M.V. de Sanctissimi Corde Iesu; vietnamesisch: Dan Vien Mý-Ca) ist seit 1934 ein vietnamesisches Kloster bei Cam Ranh, Provinz Khánh Hòa, Bistum Nha Trang.

## Geschichte
Die französische Abtei Lérins, die 1869 von Abt Marie-Bernard Barnouin neu besiedelt worden war und 1932 Kloster Rougemont (Kanada) gegründet hatte, griff 1934 in die französische Kolonie Vietnam aus (wo es schon das Kloster Phuoc-Son gab) und gründete das Kloster Unsere Liebe Frau vom Herzen Jesu in My-Ca, das 2015 zur Abtei erhoben wurde. Erster Abt wurde der Prior Bao Tinh Tran Van Bao.
Am 18. Juli 2019 wählte der Mönchskonvent Pater Pierre Khoa Nguyen Thai Binh OCist zum zweiten Abt von My-Ca.